# Gwen Jégou
Pour les articles homonymes, voir Jégou.
Gwen Jégou, pseudonyme de Georges Jégou, né à Paris le 6 octobre 1931 et mort à Saint-Malo (Ille-et-Vilaine) le 19 août 2011, est un sculpteur français.

## Biographie
Né à Paris d'une famille originaire de Guiscriff, Georges Jégou devient orphelin de mère en 1933 et passe toute son enfance à Guiscriff où il suit des études secondaires. Il devient pensionnaire dans une institution religieuse des Oblats de Marie, puis il est admis à l'école régionale des beaux-arts de Quimper de 1949 à 1955, où il fera la connaissance de Dodik Le Berre, qu'il épouse en 1955, après avoir fait son service militaire. De cette union naîtront Gaïde Jégou (1958-2016) et le graveur Tugdual Jégou (1955-2018),,.
Ils ouvrent leur premier atelier à Saint-Malo en 1956, dans une petite boutique intra-muros, place de la Poissonnerie et, en 1979, ils créent Les Rencontres chez Gwen et Dodik au 4, rue Chateaubriand pour promouvoir des personnalités artistiques de Bretagne, dans ce que les malouins appelaient Le Petit Théâtre de Gwen et Dodik, salle d'une grande simplicité avec une estrade où furent reçus une pléiade d'artistes, poètes, écrivains, et chanteurs. Organisant jusqu'à 25 rencontres par été, ils y firent venir plus de 2 500 écrivains du monde entier entre 1979 et 1984.
Dans son atelier malouin, Gwen Jégou sculpte des poteries devant les clients, dont une série de pipes en terre. Il réalise également des bijoux, fait des travaux de décoration pour un architecte paysagiste, puis travaille le métal à partir de 1970, alors que son épouse réalise ses céramiques. Ils travaillent ensemble dans les faïenceries de Quimper. Trop à l'étroit, ils déménagent pour une maison de Beauregard à La Gouesnière en 1960.
Avec Michel Velmans, en 1964, commence l'aventure des Rencontres poétiques du Mont-Saint-Michel, dont le parrain sera Pierre-Jakez Hélias ; parmi les lauréats, on peut citer Léopold Sédar Senghor, Édouard Glissant ou Jorge Amado.
En 1990, après quelques travaux, ils emménagent dans la Maison internationale des poètes et des écrivains au 5, rue du Pélicot inaugurée en présence du député-maire René Couanau, de Frederico Mayor, poète et directeur général de l'UNESCO, ainsi que de Camilo José Cela, prix Nobel de littérature 1989. Il réalise des milliers de clichés de ses rencontres et enregistra des centaines de cassettes, vidéo et audio des chanteurs et autres invités. Parmi les personnalités qui passèrent en ces lieux, il y eut Pierre-Jakez Hélias, Claude Couffon, Angèle Vannier, Charles Le Quintrec, Irène Frain, Yvon Le Men, Henri Queffelec, Kenneth White, Michel Le Bris, ainsi que de nombreux écrivains d'Amérique latine.
Malade depuis 2008, Gwen Jégou s'était mis à peindre des personnages drôles et caustiques. Toujours disponible pour les siens, il fit face avec courage à la maladie et à la mort : « on ne va pas en faire toute une histoire ».

## Citation
« C'est avec des morceaux de ferraille, pris au hasard peut-être mais subconsciemment, que j'arrive à donner des expressions heureuses ou tristes à des bouts de tuyaux découpées, informes. Mes Petites bêtes, ainsi que je les appelle, ont des visages humains avec des expressions sardoniques ou idiotes ou infatuées. Par exemple, il y a cet assemblage qui figure un député soulevant son chapeau pour saluer ses électeurs, on s'aperçoit alors que son crâne est vide. Pourtant quelle noble assurance dans le geste. Parfois je me dis que tout cela n'est pas sérieux. Mais au fond la dimension comique n'est-elle pas aussi importante que la dimension spirituelle ? »

## Œuvres dans les collections publiques
- CES Duguay-Trouin[Où ?].
- Rennes, lycée de la Poterie : sculpture.
- Saint-Malo, Centre d'animation Allende : mobile[9].

## Œuvres dans l'espace public
- Tornio, Parc Maupertuis : médaillon en bronze représentant le visage de Pierre Louis Moreau de Maupertuis[10]. Ce médaillon a été offert en 1971 par la ville de Saint-Malo à celle de Tornio en Finlande à l'occasion de ses 350 ans[11]. Il est fixé sur un monument commémorant la mesure d'un arc de méridien, entre la colline Kittisvaara et Tornio, lors de l'expédition géodésique française de 1736-1737 en Laponie dirigée par Maupertuis.

## Illustration
- Gérard Le Gouic, Pense-Bêtes, Cancale, Éd. Tugdual, 2010.

## Salons
- Paris:
  - Salon de la jeune sculpture.
  - Salon des réalités nouvelles.

## Expositions
- 1970 :
  - Paris : galerie au carrefour de Buci ;
  - Saint-Malo: galerie personnelle.
- 1971 :
  - Rennes : Centre de la Culture ;
  - Rennes : hall de l'ORTF ;
  - Saint-Malo : galerie personnelle.
- 1972 :
  - Rennes : école normale d'institutrices ;
  - Auray : P.A.C. ;
  - Vannes ;
  - Redon : Maison des Jeunes ;
  - Saint-Malo : galerie personnelle.
- 1973 :
  - Lamballe : collègiale ;
  - Saint-Malo : galerie personnelle.
- 1974 :
  - Saint-Malo : au Casino, Cathédrale, L'Astrobale, Mandragore, Pour un jardin.
  - Lyon : galerie Le Berre ;
- 1975 : Quimper, galerie Le Berre ;
- 1976-1978 : Saint-Malo, galerie personnelle.

## Réception critique
- « Gwen n'aura jamais donné de leçon. Il était dans un effacement plein d'humour et dans une présence pleine d'humour, leçon de vie. Ce passant et passeur nous laisse un art d'être vraiment au monde et à la vie. » — Yannick Pelletier[12]